# 1955年全米選手権 (テニス)
1955年 全米選手権（1955ねんぜんべいせんしゅけん）に関する記事。

## 概要
男子ダブルスで、日本ペアの宮城淳＆加茂公成組が日本勢としては1934年ウィンブルドン選手権以来11年ぶりのグランドスラム優勝を果たした。これは日本人選手による最初の全米選手権タイトルであると同時に、「日本人選手同士のペアで獲得した」初のグランドスラム優勝であり、現在も唯一の優勝である。また、現在日本人男子最後のグランドスラム優勝でもある。次に日本人がグランドスラム優勝を果たすのは20年後の1975年ウィンブルドン選手権のことである。

## 大会の流れ
- 1881年から1967年まで、全米選手権は各部門が個別の名称を持ち、大会会場も別々のテニスクラブで開かれた。これが他の3つのテニス4大大会と大きく異なる点である。
  - 男子シングルス　名称：全米シングルス選手権（U.S. National Singles Championship）／会場：ニューヨーク市クイーンズ区フォレストヒルズ、ウエストサイド・テニスクラブ　（1924年-1977年）
  - 女子シングルス　名称：全米女子シングルス選手権（U.S. Women's National Singles Championship）／会場：フォレストヒルズ、ウエストサイド・テニスクラブ　（1921年-1977年）
  - 男子ダブルス　名称：全米ダブルス選手権（U.S. National Doubles Championship）／会場：マサチューセッツ州ボストン市、ロングウッド・クリケット・クラブ　（1946年-1967年まで）
  - 女子ダブルス　名称：全米女子ダブルス選手権（U.S. Women's National Doubles Championship）／会場：ボストン、ロングウッド・クリケット・クラブ　（1946年-1967年まで）
  - 混合ダブルス　名称：全米混合ダブルス選手権（U.S. Mixed Doubles Championship）／会場：フォレストヒルズ、ウエストサイド・テニスクラブ　（1942年-1977年）
- 1967年までは、男子ダブルス・女子ダブルスの2部門がボストンの「ロングウッド・クリケット・クラブ」で開かれ、他の3部門（男女シングルス・混合ダブルス）はフォレストヒルズで行われた。
- 男女シングルスのシード選手は「アメリカ人シード選手」と「外国人シード選手」が別々に選ばれたが、1955年を最後にこの方式が廃止された。

## シード選手

### 男子シングルス
（アメリカ人シード選手：8名）
1. トニー・トラバート　（優勝、2年ぶり2度目）
2. ビック・セイシャス　（ベスト4）
3. ハミルトン・リチャードソン　（ベスト8）
4. ギルバート・シー　（1回戦）
5. エディ・モイラン　（4回戦）
6. アーサー・ラーセン　（4回戦）
7. バーナード・バーツェン　（ベスト8）
8. ハーバート・フラム　（ベスト8）

（外国人シード選手：8名）
1. ケン・ローズウォール　（準優勝）
2. ルー・ホード　（ベスト4）
3. クルト・ニールセン　（3回戦）
4. レックス・ハートウィグ　（4回戦）
5. ニコラ・ピエトランジェリ　（3回戦）
6. エンリケ・モレア　（4回戦）
7. ニール・フレーザー　（4回戦）
8. 加茂公成　（2回戦）

### 女子シングルス
（アメリカ人シード選手：8名）
1. ドリス・ハート　（優勝、大会2連覇）
2. ルイーズ・ブラフ　（3回戦）
3. ベバリー・フライツ　（ベスト8）
4. ドロシー・ヘッド・ノード　（ベスト4）
5. バーバラ・デビッドソン　（2回戦）
6. シャーリー・フライ　（ベスト8）
7. ドロシー・チーニー　（3回戦）
8. バーバラ・ブレイト　（ベスト4）

（外国人シード選手：1名）
1. アンジェラ・モーティマー　（1回戦）

女子シングルス最後の「外国人シード選手」は、アンジェラ・モーティマー1人しか判明していない。

## 大会経過

### 男子シングルス
準々決勝
- ビック・セイシャス vs.  バーナード・バーツェン　6-3, 6-1, 13-11
- ケン・ローズウォール vs.  ハミルトン・リチャードソン　6-4, 9-7, 2-6, 6-3
- トニー・トラバート vs.  ハーバート・フラム　6-2, 6-3, 6-4
- ルー・ホード vs.  サム・ジアマルバ　6-3, 6-2, 5-7, 6-3

準決勝
- ケン・ローズウォール vs.  ビック・セイシャス　6-4, 6-4, 7-5
- トニー・トラバート vs.  ルー・ホード　6-4, 6-2, 6-1

### 女子シングルス
準々決勝
- ドリス・ハート vs.  ナンシー・カイナー　6-4, 6-4
- ドロシー・ヘッド・ノード vs.  シャーリー・フライ　9-7, 8-6
- パトリシア・ウォード vs.  ベルマー・グンダーソン　9-7, 6-0
- バーバラ・ブレイト vs.  ベバリー・フライツ　8-6, 4-6, 6-0

準決勝
- ドリス・ハート vs.  ドロシー・ヘッド・ノード　6-1, 6-1
- パトリシア・ウォード vs.  バーバラ・ブレイト　6-1, 6-2

## 決勝戦の結果
- 男子シングルス： トニー・トラバート vs.  ケン・ローズウォール　9-7, 6-3, 6-3
- 女子シングルス： ドリス・ハート vs.  パトリシア・ウォード　6-4, 6-2
- 男子ダブルス： 宮城淳＆ 加茂公成 vs.  ジェラルド・モス＆ ウィリアム・キラン　6-3, 6-3, 3-6, 1-6, 6-4
- 女子ダブルス： ルイーズ・ブラフ＆ マーガレット・オズボーン・デュポン vs.  ドリス・ハート＆ シャーリー・フライ　6-3, 1-6, 6-3
- 混合ダブルス： ビック・セイシャス＆ ドリス・ハート vs.  ガードナー・ムロイ＆ シャーリー・フライ　7-5, 5-7, 6-2